# Tom Ternest
Tom Ternest (Roeselare, 5 januari 1981) is een Vlaamse acteur en toneelspeler. Hij werd vooral bekend door een hoofdrol in de serie Albatros.

## Biografie
Tom Ternest groeide op in Rumbeke. Hij volgde woordkunst en drama aan de Acadamie Kunsthumaniora te Brugge. Hij studeerde af in 2003 in de opleiding Toneel aan het conservatorium te Antwerpen.
Daarnaast is hij medeoprichter van theatermakery Het Eenzame Westen.
Oorspronkelijk was hij gecast als obesitas-patiënt in de reeks Albatros maar werd na zijn maagoperatie gecast voor de rol van organisator.

## Loopbaan
Ternest deed anno 2020 in een 30-tal series mee. Hieronder staan de series met een terugkerende rol.
- Slot Marsepeinstein (2013), als bakpiet
- Albert II (2013), als Bart Dewever
- Vriendinnen (2015), als Ronny Claes
- 13 Geboden (2017), als Marnix Santermans
- Zie mij graag (2017), als Ronny
- Eigen kweek (2019), als Benny Bostyn
- Albatros (2020), als Bart Stevens, Bart Bafort
- Black-out (2020), als Kristof Vandersteen
- Wannabe's (2021), als Mike
- 22/3: Wij waren daar (2021), als Steven

Daarnaast is hij ook werkzaam als regisseur.
- Zwins (2019-2020)